# Берег Бадда
Берег Бадда (англ. Budd Coast) - частина узбережжя Землі Вілкса в Східній Антарктиді, лежача між 109° 16' і 115° 33' східної довготи.
Берег Бадда вдається в море у вигляді великого півострова, який майже повністю покритий потужним шаром льоду. На західному узбережжі цього півострова знаходиться оаза Грірсона, де знаходиться австралійська полярна станція Вілкс.
Берег Бадда був відкритий в 1840 році американською експедицією Чарльза Вілкса і названий на честь капітана одного з експедиційних судів Томаса Бадда.